# 예메니아 항공
예미니아(영어: Yemenia)는 예멘의 항공사로 본사는 예멘 사나에 위치해 있으며 허브 공항은 사나 국제공항과 아덴 국제공항이 있다.

## 역사
1961년 8월 4일 설립된 예멘 항공으로 1962년 운항을 시작했다. 1972년 조직을 정비해 국유화한 뒤 예멘 에어웨이스로 이름을 바꾸었다. 1977년 예멘 정부와 사우디아라비아 정부가 합작해 새로 항공사를 설립했으며 1978년에 예메니아란 사명이 채택되었다. 1996년 예메니아와 예멘항공이 합병해 현재의 항공사가 탄생되었다. 현재 예멘 정부가 지분 51%를 가지고 있으며 사우디아라비아 정부가 49%를 갖고 있다.

## 운항 노선
- 2012년 8월 기준으로 예메니아는 다음과 같은 노선을 운항하고 있다.[1]

## 보유 기종
- 2020년 11월 기준으로 예메니아는 다음과 같이 보유하고 있으며 평균 기령은 13.3년이다.[2][3][4]

## 사건 및 사고
- 2009년 6월 29일 예메니아 626편이 기상악화, 기체 결함의 원인으로 코모로 인근 모잠비크 해협 해상에 추락해 153명 중 1명이 구조되고 152명이 사망하는 사고가 발생하였다.

## 사진

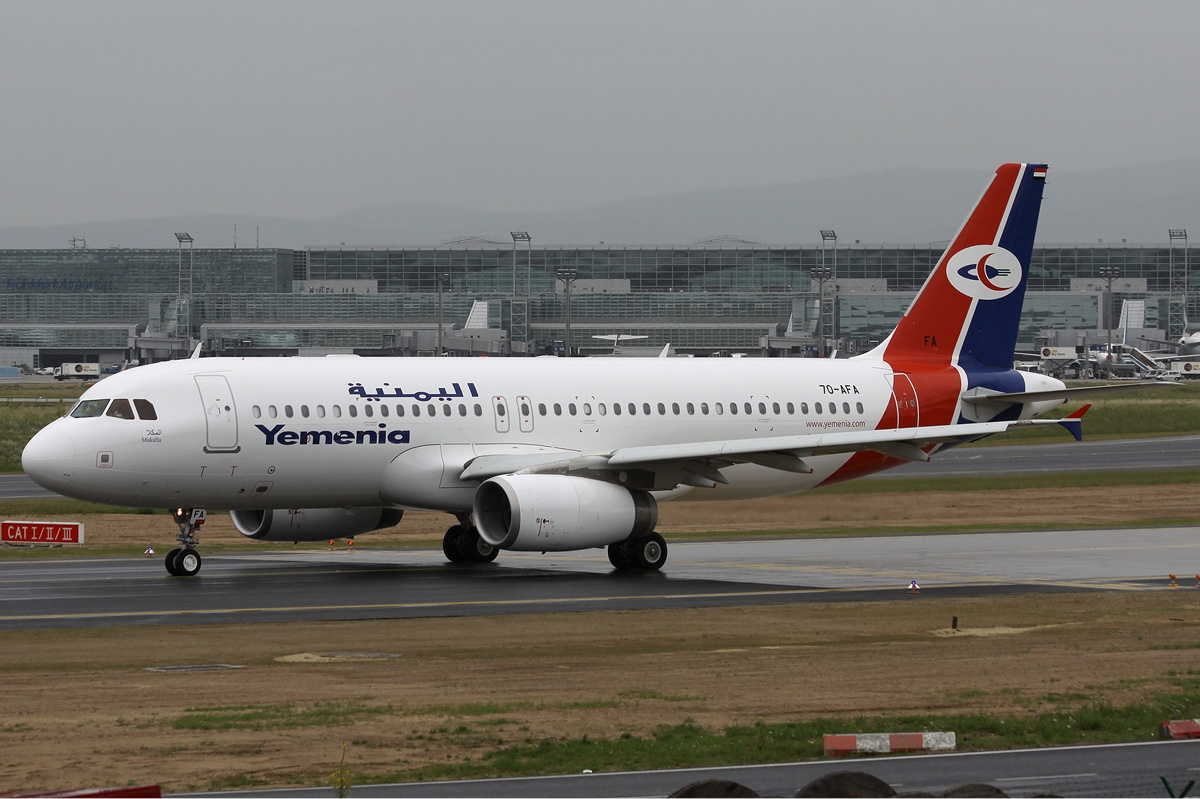
예메니아 항공의 에어버스 A320-200
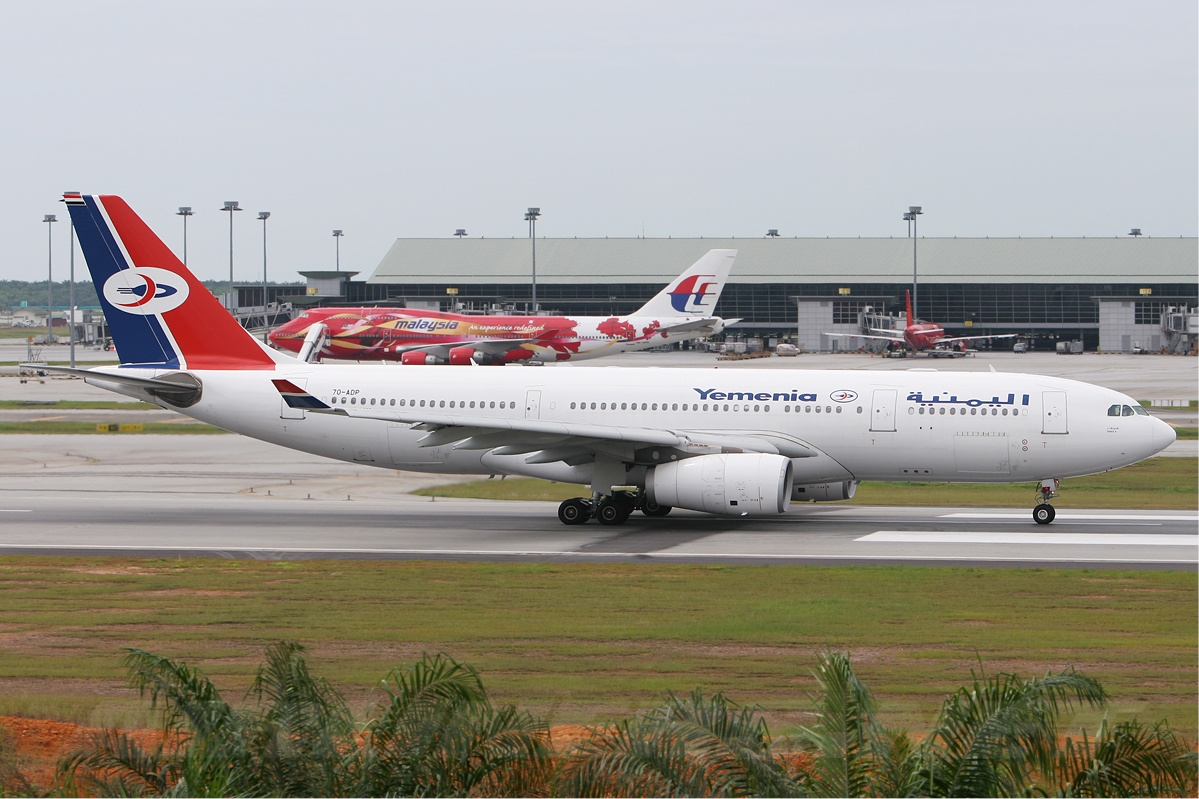
예메니아 항공의 에어버스 A330-200